# 1952 في كندا
فيما يلي قوائم الأحداث التي وقعت خلال عام 1952 في كندا.

## سياسة

### تعيين في المنصب
- 6 فبراير – إليزابيث الثانية عاهل كندا  [لغات أخرى]‏.

### انتهاء فترة المنصب
- 6 فبراير – جورج السادس ملك المملكة المتحدة عاهل كندا  [لغات أخرى]‏.

## ظهور
- 1 يناير – راكون

## مواليد

### يناير
- 1 يناير – جان-بيير بيليتي

### يونيو
- 22 يونيو – دينيس أكياما ممثل كندي.
- 22 يونيو – غراهام غرين ممثل كندي.

### يوليو
- 1 يوليو – دان أيكرويد ممثل كندي.
- 2 يوليو – إيان أفليك فيزيائي كندي.

### أكتوبر
- 12 أكتوبر – دانييل برولكس ممثلة كندية.

### ديسمبر
- 8 ديسمبر – توم داف

## وفيات

### سبتمبر
- 5 سبتمبر – بوردمان روبنسون (مواليد 1876) رسام كندي.

### نوفمبر
- 8 نوفمبر – هارولد إينيس (مواليد 1894)